# Симоненко Василь Андрійович
Васи́ль Андрі́йович Симоне́нко (8 січня 1935, с. Біївці, Лубенський район, тодішня Харківська область — 13 грудня 1963, Черкаси) — український поет і журналіст, шістдесятник. Автор численних статей, театральних i літературних рецензій, трьох казок для дітей та дорослих: «Цар Плаксій i Лоскотон», «Подорож в країну Навпаки», «Казка про Дурила». Збірка «Земне тяжіння» (1964) та книга «Лебеді материнства» (1981) були видані посмертно. Лауреат Державної премії імені Тараса Шевченка (1995, посмертно).

## Життєпис
Поет з'явився на світ 8 січня 1935 року в старій хаті над річкою Удай, що у селі Біївці на Лубенщині Полтавської області. Зараз в цьому будинку розташований сільський музей Симоненка.

Василь Симоненко

Спочатку навчався у Біївській початковій школі. П'ять класів закінчив у Біївцях, а решту — у сусідніх селах Єнківцях і Тарандинцях, до яких доводилось йти 9 км в один бік. Після закінчення середньої школи в Тарандинцях із золотою медаллю в 1952 році вступив на факультет журналістики Київського університету. Водночас із Симоненком навчалися Юрій Мушкетик, Микола Сом, Валерій Шевчук, Борис Олійник. Тут він багато пише віршів, стає членом літературної студії.
Після закінчення факультету журналістики (1957) працював в обласних газетах «Черкаська правда» і «Молодь Черкащини» (очолив відділ пропаганди), пізніше кореспондентом «Робітничої Газети» в Черкаській області. Тут Василь Симоненко зустрів свою майбутню дружину Люсю. У 22 роки поет одружився. Згодом у родини народився син Олесь.
Навесні 1960 року в Києві було засновано Клуб творчої молоді, учасниками якого були Алла Горська, Ліна Костенко, Іван Драч, Іван Світличний, Василь Стус, Микола Вінграновський, Євген Сверстюк та інші. Василь Симоненко також брав участь у роботі клубу, багато їздив по Україні, виступав на літературних творчих вечорах та диспутах.
Саме з ініціативи Клубу розпочався пошук місць масового захоронення жертв сталінських репресій. Василь Симоненко з колегами долучився до збору свідчень про трагедію, особисто об’їздив околиці Києва, шукаючи свідків. Тоді вперше були відкриті місця таємних масових поховань на Лук'янівському та Васильківському кладовищах, у Київських лісах.
Величезне враження на Симоненка справив випадок, коли на галявині Биківнянського лісу він побачив хлопчаків, які грали у футбол. За м'яча їм слугував череп із діркою в потилиці. Ще два черепи позначали лінію воріт... Про це згадував у своєму щоденнику Лесь Танюк, який з Аллою Горською та Симоненком теж приїхав до Биківні. Після цього Василь разом із іншими членами Клубу складає і надсилає до Київської міської ради Меморандум із вимогою оприлюднити місця масових поховань і перетворити їх у національні місця скорботи та пам'яті. Такого зухвальства система простити не змогла — за Симоненком встановлюється нагляд.

Пам'ятник у Черкасах

1962 року разом з Аллою Горською та Лесем Танюком виявив місця поховань розстріляних органами НКВС на Лук'янівському та Васильківському цвинтарях, а також у Биківні (про останнє було зроблено заяву до міської ради).
Влітку 1962 року поета жорстоко побили працівники міліції залізничної станції «Ім. Тараса Шевченка» (Сміла). Згодом висловлювалися різні непідтверджені версії, що нібито це була провокація КДБ. Друг і однокурсник Симоненка Микола Сом пише про цей інцидент наступне:

В 1962 году в Черкассах Васю еще никто не знал, и когда он попал в милицию, был в дымину пьяный. Не было там переодетых кагебистов, как утверждает профессор Яременко. Симоненко не признавался ни мне, ни матери, что его били. Хлопцы рассказали, что он с каким-то товарищем подошел к ресторану, где гуляла пьяная компания. Вася просил вынести пачку сигарет, ему ответили, что закрыто. Подошедшие милиционеры начали выкручивать руки, и Вася обозвал их фашистами. Дело хитро замяли. Я был в милиции. У Васи был рак, но побои могли ускорить его кончину.

З весни 1963 року хвороба Василя Симоненка постійно загострювалася. Нестерпно боліли поперек, нирки. На початку вересня він ліг у лікарню — обласний ліксанупр (мав таке право як журналіст). Невдовзі лікарі повідомили родині жахливий діагноз — рак нирок. Зробили операцію, але безрезультатно.
Помер у ніч проти 14 грудня 1963 року в 28-річному віці.
У 1965 році Симоненка висунули на Шевченківську премію. Однак, тоді, ще задовго до оголошення результатів за словами Малишка, ця премія уже «лежала в кишені орденоносця і орденопросця Бажана». Симоненко отримав Шевченківську лише через 30 років, уже в Незалежній Україні, посмертно.

## Творчість
Писати вірші почав ще в студентські роки, але в умовах прискіпливої радянської цензури друкувався неохоче: за його життя вийшли лише збірки поезій «Тиша і грім» (1962) і казка «Цар Плаксій та Лоскотон [Архівовано 4 серпня 2014 у Wayback Machine.]» (1963). Василь Симоненко прожив неповних 29 років, із них на літературну творчість припадає 10. За життя поета вийшла друком лише одна збірка — «Тиша і грім», друга побачила світ тільки після його смерті. Сам письменник про свій поетичний стиль говорив: «Є в мені щось від діда Тараса і прадіда Сковороди».
Уже в ті роки набули великої популярності самвидавні вірші Симоненка. Саме вони поклали початок українському рухові опору 1960–70-х років. Ця поезія була сатирою на радянський лад.
Його поезії, які допускалися до друку, коригувалися, «приводилися до норми». Відомо, те що «офіційні» рядки відомої поезії «Любове грізна! Світла моя муко! Комуністична радосте моя!» в авторському варіанті звучали по-іншому: «Любове світла! Чорна моя муко! І радосте безрадісна моя!». І це не єдиний випадок цензорської «допомоги».
Олесь Гончар назвав Симоненка «витязем молодої української поезії», Василь Захарченко — «поетом з горніх Шевченкових долин». Стус говорив так: «…На голос Симоненка, найбільшого шістдесятника із шістдесятників, поспішала молодь. Час поспішав так само».
Напровесні 1960 року в Києві був заснований Клуб творчої молоді. Так з'явилася ініціативна група, яка ставила своєю метою об'єднати духовні і фізичні зусилля молодого покоління для розбудови оновленої України.
Хоч на той час Симоненко жив і працював у Черкасах, проте разом з Ліною Костенко, Аллою Горською, Іваном Драчем, Іваном Світличним, Миколою Вінграновським, Василем Стусом, Євгеном Сверстюком, він став душею цього Клубу.
Уже в ті роки набули великої популярності самвидавні поезії Симоненка, що поклали початок українському рухові опору 1960-70-х pp. Тематично вони становили сатиру на радянський лад («Некролог кукурудзяному качанові», «Злодій», «Суд», «Балада про зайшлого чоловіка» [Архівовано 9 січня 2015 у Wayback Machine.]), зображення важкого життя радянських людей, особливо селянства («Дума про щастя», «Одинока матір» [Архівовано 7 листопада 2016 у Wayback Machine.]), викриття жорстокостей радянської деспотії («Брама [Архівовано 4 березня 2016 у Wayback Machine.]», «Гранітні обеліски, як медузи …» [Архівовано 9 січня 2015 у Wayback Machine.]), таврування російського великодержавного шовінізму («Курдському братові [Архівовано 28 лютого 2022 у Wayback Machine.]») тощо. Окремий значний цикл становлять твори, в яких поет висловлює любов до своєї Батьківщини («Задивляюсь у твої зіниці [Архівовано 30 вересня 2016 у Wayback Machine.]», «Є тисячі доріг [Архівовано 21 вересня 2016 у Wayback Machine.]», «Український лев», «Лебеді материнства», «Україні» та ін.).
Самвидавною творчістю Симоненко, за визначенням сучасної критики, став на шлях, указаний Т. Шевченком, й увійшов в історію української літератури як визначальна постать боротьби за державний і культурний суверенітет України 2-ї половини XX ст..
Доля літературної спадщини Симоненка невідома. Його самвидавна поезія, у сучасній Україні лише в незначній частині опублікована у сфальшованому вигляді, поширилася за кордоном і була опублікована (разом з фрагментами поетового щоденника «Окрайці думок») у журналі «Сучасність» (ч. 1, 1965) і в збірці вибраних поезій Симоненка «Берег чекань» (1965 і 1973).  Ця невеличка книжечка мала ефект бомби: Симоненка переписували, цитували, про нього говорили по радіо, писали в пресі. «Ми настільки були враженими силою його віршів, що назвали видавництво «Смолоскип» імені Василя Симоненка. Ми не підозрювали, що в Україні можлива така творчість», — згадує директор видавництва Осип Зінкевич.
В УРСР по смерті Симоненка видано з його спадщини казку «Подорож у країну Навпаки [Архівовано 21 квітня 2014 у Wayback Machine.]» (1964), збірку поезій «Земне тяжіння» (1964), вибір із творчості «Поезії» (1966) та збірку новел «Вино з троянд [Архівовано 25 квітня 2021 у Wayback Machine.]» (1965; ці новели також увійшли у друге видання збірки «Берег чекань» за кордоном).
Радянська критика у перше десятиліття по смерті Симоненка намагалася паралізувати вплив його самвидавної поезії цілковитим замовчуванням її, водночас канонізуючи підцензурну спадщину померлого поета як бездоганно «партійну». Але після 1972, за виразної тенденції до замовчування творчості Симоненка загалом, розпочато ревізію її як несумісної з «партійністю» в літературі (М. Шамота). Зате високу оцінку, з особливим підкресленням громадської мужності поета, дістала поезія Симоненка у самвидавній критиці (Іван Дзюба, Іван Світличний, Євген Сверстюк).

## Вшанування пам'яті
- У Черкасах діє Літературно-меморіальний музей Василя Симоненка.
- Черкаська спеціалізована школа № 33 та спеціалізована школа № 252 в місті Київ [Архівовано 2 травня 2020 у Wayback Machine.] має його ім'я.
- У Києві є Бібліотека імені Василя Симоненка для дітей.
- 1965 року на громадських засадах створено музей у рідному селі поета (в хаті, де він народився)[6]

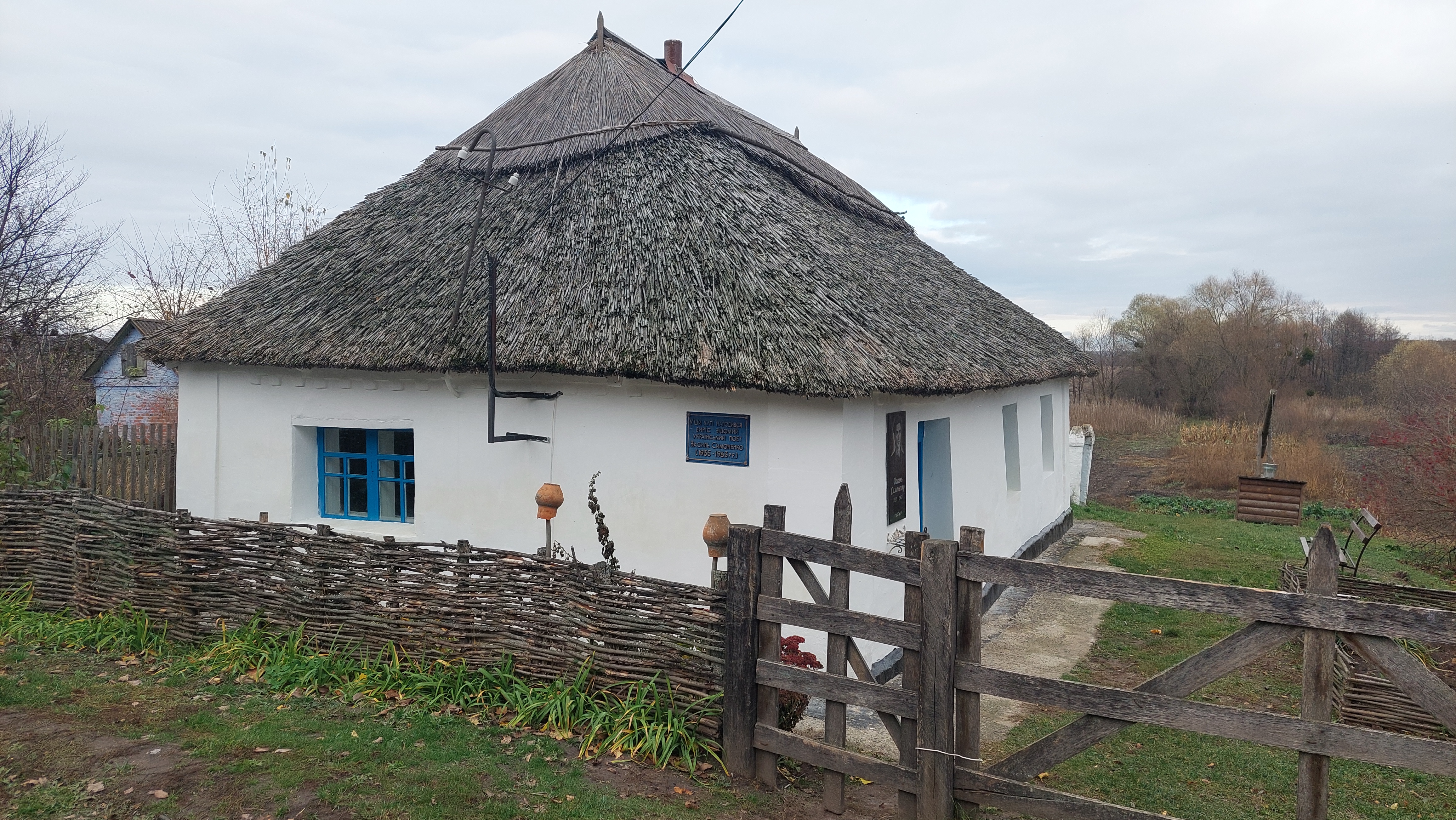
Музей садиба Василя Симоненка в селі Біївці

- Музей садиба Василя Симоненка в селі БіївціСкульптурний портрет Василя Симоненка 1965 року створили скульптори Петро та Мініона Фліти.[7]
- Ім'ям поета названі вулиці у багатьох містах України, зокрема, 1999 року в Голосіївському районі Києва (див. вулиця Василя Симоненка (Київ)), та 2016 року в Кривому Розі[8].
- 2005 року пам'ятник-погруддя поета встановили на його батьківщині у селі Біївці.
- 25 грудня 2008 року Національний банк України випустив в обіг пам'ятну монету номіналом 2 гривні, присвячену поету.
- 17 листопада 2010 року у Черкасах біля Палацу одружень (історичний будинок Щербини) на вулиці Верхній Горовій відкрили пам'ятник поетові. Автор монумента — Владислав Димйон[9].

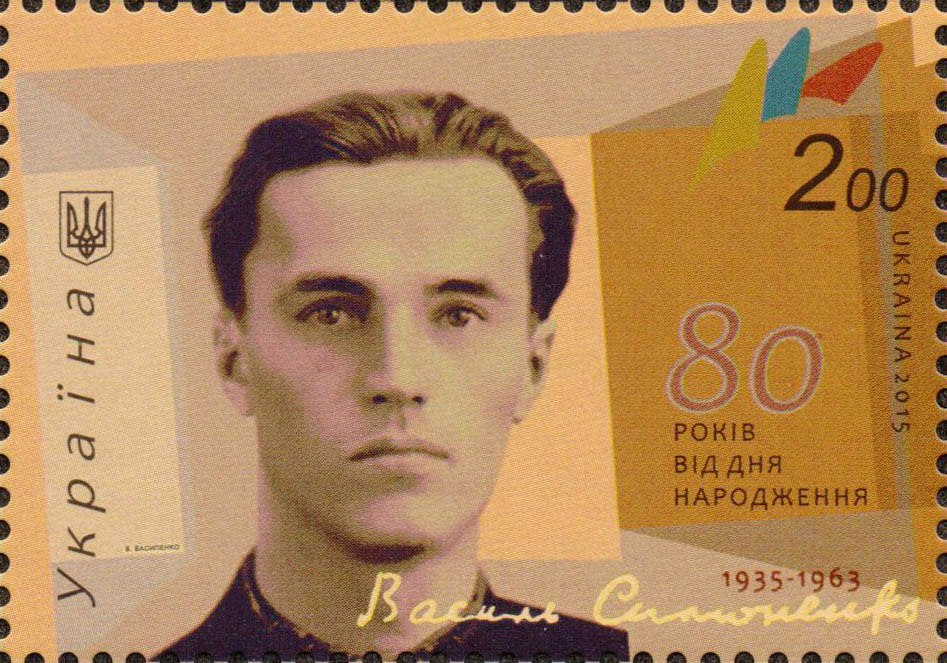
Ювілейна поштова марка на честь 80-річчя дня народження Симоненка (2015)

- Постановою № 184-VIII Верховної Ради України від 11 лютого 2015 року 80 років з дня народження відзначали на державному рівні.[10]
- Поштова служба України 2015 року випустила ювілейну поштову марку на честь 80-річчя від дня народження Василя Симоненка.
- 20 травня 2015 року у внутрішньому дворику Червоного корпусу КНУ імені Тараса Шевченка відбулися урочистості з нагоди відкриття погруддя Василю Симоненку[11].
- 25 квітня 2024 року у с-щі Слатине провулок 1 травня перейменували на провулок Василя Симоненка[12].
- Іменем поета названо п'ять премій:

1. Літературна премія «Берег надії» імені Василя Симоненка (1986—2013),
2. Літературна премія імені Василя Симоненка НСПУ (1987—2010),
3. Всеукраїнська літературна премія імені Василя Симоненка (2012),
4. Лубенська районна літературно-мистецька премія імені Василя Симоненка (2000),
5. Журналістська премія імені Василя Симоненка (2012).

## В музиці
- Мирослав Волинський: вокальний цикл «На схрещених мечах»
- Мирослав Волинський «Любов»
- Мирослав Волинський «Не дивися так печально»
- Мирослав Волинський «Є в коханні і будні, і свята»

## Екранізації
- Режисер Олександр Жеребко з Ангеліною Дятловою створив екранізацію поезії Василя Симоненка «Ти до мене прийшла не із казки чи сну»[13].

## Твори

### Поезія
- Баба Онися
- Вона прийшла
- Гей, нові Колумби й Магеллани [Архівовано 25 березня 2016 у Wayback Machine.]
- Грудочка землі
- «Де зараз ви, кати мого народу?..»
- Дід умер
- Дума про щастя
- «Є в коханні і будні, і свята…»
- Жорна
- Злодій
- «Задивляюсь у твої зіниці…» [Архівовано 30 вересня 2016 у Wayback Machine.]
- Кирпатий барометр [Архівовано 4 серпня 2014 у Wayback Machine.]
- Кривда
- Курдському братові
- Лебеді материнства
- Леся Українка
- Любов
- «Ми думаєм про вас…»
- Монархи
- Моя мова
- Ні, не вмерла Україна!
- Перехожий [Архівовано 7 листопада 2016 у Wayback Machine.]
- Піч
- Порада товаришеві з КДБ [Архівовано 13 березня 2016 у Wayback Machine.]
- Прирученим патріотам
- Русь
- Салюти миру
- Світ який — мереживо казкове [Архівовано 31 жовтня 2020 у Wayback Machine.]
- Старість
- «Там, у степу, схрестилися дороги…»
- «Ти знаєш, що ти людина?..»
- Україні
- Український лев
- «Флегматично зима тротуаром поскрипує…»
- «Хто у тому винен, я не знаю…»
- Ще один протест
- «Чорні від страждання мої ночі…»

#### Віршовані казки
- Казка про Дурила [Архівовано 4 серпня 2014 у Wayback Machine.]
- Подорож у країну Навпаки [Архівовано 21 квітня 2014 у Wayback Machine.]
- Цар Плаксій та Лоскотон [Архівовано 4 серпня 2014 у Wayback Machine.]

### Проза
- Вино з троянд [Архівовано 8 січня 2015 у Wayback Machine.]

### Живий голос
"Унікальний світогляд та безкомпромісна любов до Батьківщини молодого чоловіка, який прожив усього 28 років, знайшли своє відображення у багатьох його життєствердних та мудрих творах.
Тож нехай у школах та вузах не просто прозвучать рядки цього геніального письменника, а й він сам крізь роки звертається до молоді зі своїми думками, почуттями та намірами. Це аудіовидання — спільна робота Фонду Миколи Томенка та Національної радіокомпанії України...
До компакт-диску увійшли 17 унікальних записів * авторського виконання поетом своїх творів, а також кращі фонограми поезій Василя Симоненка та музичні твори на його вірші з фондів Українського радіо."
Видавець: Фонд Миколи Томенка "Справедлива країна" та Національна радіокомпанія України, 2008.

* Примітка: записів з живим голосом поета Василя Симоненка є 15, інші читає не він.
Живий голос Василя Симоненка. Завантажено каналом "Guerrilla Radio", 2022. на YouTube

### Пісні на вірші поета
На вірші Василя Симоненка створено як мінімум багато десятків різножанрових пісень. Їх виконують і кобзарі, і панки, хіп-хоп чи поп-виконавці, і метал-гурти, і «неофолк»-виконавці «під гітару», яких часто називають «бардами», тощо. 
Пісні на вірші Симоненка пише багато сучасних виконавців, але, на мою думку, сильним чином посприяло видавництво пісень на вірші радянського поета Симоненка в діаспорі, в основному в Канаді, вже починаючи з кінця 1960-х, майже одразу після смерті поета.
Найбільш популярними є пісні на такі вірші:
- "Лебеді материнства" на YouTube

- "Де зараз ви, кати мого народу?" на YouTube

- "Ти знаєш, що ти — людина?", та інші. на YouTube